# Billard A 150 D
Le Billard A 150 D est un autorail construit par les Établissements Billard en 1938 et 1940.

## Histoire
Il va être produit et exploité à raison de quatre exemplaires pour les CFD du Vivarais et six exemplaires pour les CFD de la Corse.

## Caractéristiques
L'autorail est équipé d'un moteur diesel et possède une transmission mécanique par boite de vitesses. Il comprend deux bogies dont un moteur et un porteur[réf. nécessaire].
| Modèle                                | A 150 D            |
| ------------------------------------- | ------------------ |
| Conduite                              | bidirectionnelle   |
| Longueur hors caisse / hors tout [mm] | 14 475 / 14 835    |
| Largeur hors caisse / hors tout [mm]  | 2 400 / ID.        |
| Entraxes bogies [mm]                  | 9 635              |
| Porte-à-faux avant hors caisse [mm]   | 2 740              |
| Porte-à-faux arrière hors caisse [mm] | 2 100              |
| Places assises                        | 40 + 2 strapontins |

## Préservation
- A 150 D no 212 sur le Velay Express ;
- A 150 D no 213 sur le chemin de fer du Vivarais  Classé MH (1996)[4] ;
- A 150 D no 214 sur le chemin de fer du Vivarais.